# Premier ministre de Madagascar
Le Premier ministre de Madagascar (en malgache: Praiminisitra) est le chef du gouvernement de Madagascar. Nommé par le président de la République, il est habituellement issu d'un parti politique appartenant à la majorité de l'Assemblée nationale.
L'actuel titulaire de la fonction est Christian Ntsay depuis le 6 juin 2018.

## Conditions d'exercice du mandat

### Nomination
En application de l'article 54 de la Constitution de Madagascar, le Premier ministre est nommé par le Président de la République sur proposition du parti ou du groupe de partis majoritaire à l'Assemblée nationale. Le président peut également mettre fin à ses fonctions, soit sur la présentation par celui-ci de la démission du gouvernement, soit en cas de faute grave ou de défaillance manifeste.

### Motion de censure
La procédure par laquelle l'Assemblée nationale peut mettre en cause la responsabilité du Premier ministre est une motion de défiance constructive. Il ne peut ainsi être renversé par une majorité négative, c’est-à-dire s’il a contre lui une majorité des députés même de tendances opposées, mais par une majorité positive.

## Fonctions
Selon la Constitution de la IVe République, le Premier ministre conduit la politique générale de l'État et est le Chef de l'Administration. Il a également l'initiative des lois et veille à l'exécution des décisions de la justice.

## Bureaux
De 1828 à 1894, le palais d'Andafiavaratra accueillait les bureaux du Premier ministre.
Depuis 1977, les bureaux du Premier ministre siègent au palais de Mahazoarivo, dans le IIe arrondissement d'Antananarivo.

## Liste des titulaires
Le premier Premier ministre, Andriamihaja, est entré en fonction en 1828. Il y a eu, depuis, vingt-huit titulaires au poste dont cinq issu de l'Arema et six militaires